# Cosmosoma xanthomelan
Cosmosoma xanthomelan là một loài bướm đêm thuộc phân họ Arctiinae, họ Erebidae.